# Jean Farre

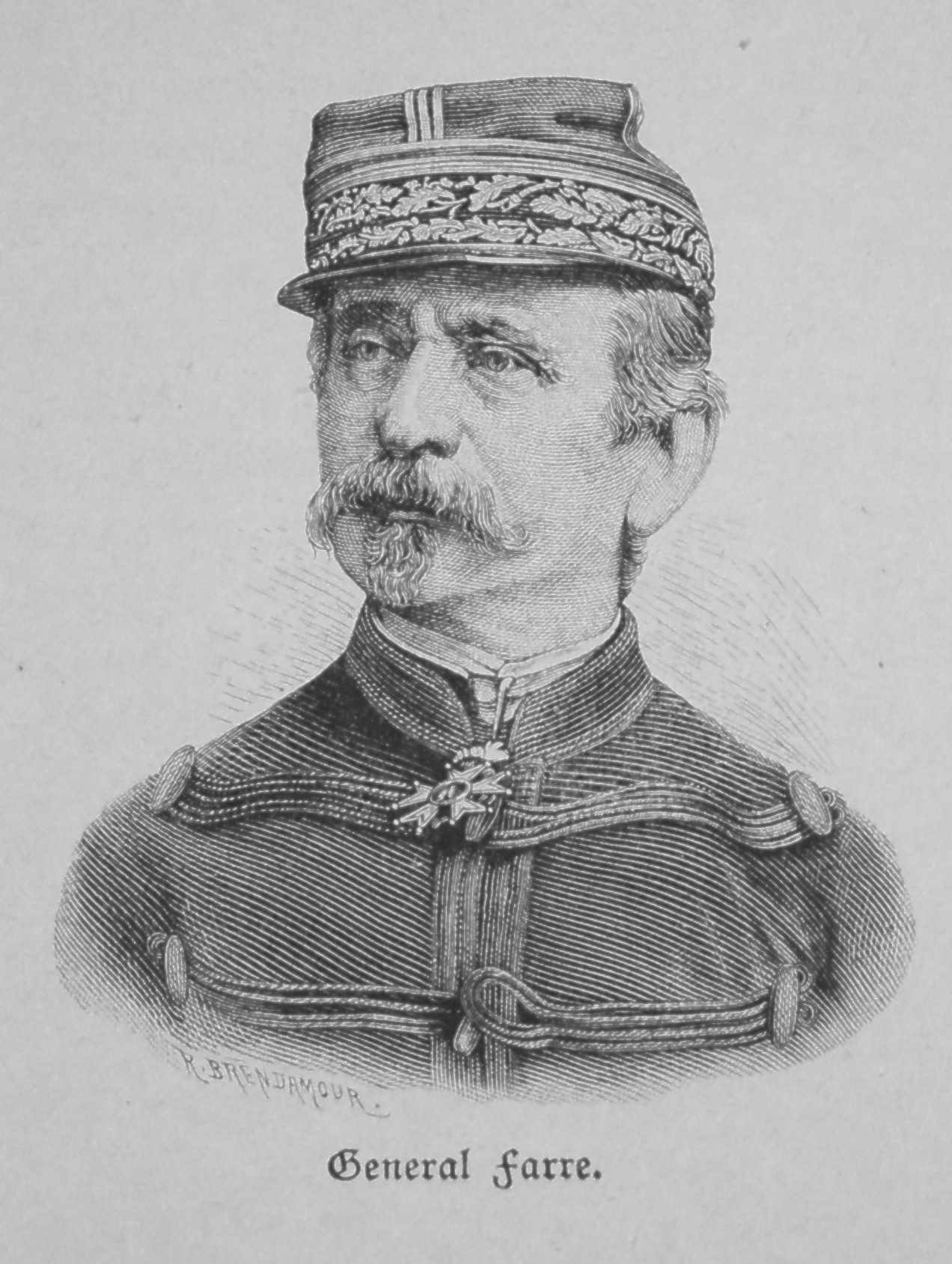
Jean Joseph Frédéric Albert Farre

Jean Joseph Frédéric Albert Farre (Valence, 5 mei 1816 - Parijs, 24 maart 1887) was een Frans generaal, minister en senator.

## Levensloop
Farre studeerde aan de École Polytechnique en promoveerde in 1835 als ingenieur. Hij nam vervolgens als luitenant der genie dienst in het Franse leger (1840). In 1843 werd hij bevorderd tot kapitein. Hij diense achtereenvolgens van 1853 tot 1859 in Algerije (strijd tegen de Kabylen) en daarna tot 1864 in Rome. In 1868 werd hij bevorderd tot kolonel.
Farre nam deel aan de Frans-Duitse Oorlog (1870-1871) waar hij zich onderscheidde door zijn verzet tegen de Duitsers. Aan het begin van de oorlog was hij directeur van de vestingwerken bij Arras. Na de val van het Tweede Franse Keizerrijk in september 1870 kreeg hij van de nieuwe Regering van Nationale Verdediging (Gouvernement de la Défense Nationale) de opdracht de legers in de noordelijke departementen te reorganiseren. Hiervoor werd hij tot brigadegeneraal bevorderd. Het opperbevel in de noordelijke departementen bleef echter in handen van generaal Charles-Denis Bourbaki, maar Farre werd zijn stafchef. Toen Bourbaki op 19 november echter het bevel kreeg over legereenheden in het zuiden van Frankrijk, werd Farre benoemd tot bevelhebber van drie zwakke divisies in het noorden, belast met de verdediging van Arras. Op 27 november zag Farre zich echter genoodzaakt om zich terug te trekken voor de oprukkende troepen van de Duitse generaal Edwin von Manteuffel. Op 3 december werd Farre onder het bevel van generaal Louis Faidherbe. Tot het einde van de oorlog bleef hij stafchef van Faidherbe.
Farre werd in 1875 bevorderd tot divisie-generaal en van 29 december 1879 tot 13 november 1881 was hij minister van Defensie in de opeenvolgende kabinetten-De Freycinet en Ferry. In die functie verving hij enkele als monarchist bekendstaande hoge officieren verving door republikeinsgezinden. Hij kwam als minister ten val toen hij in opspraak raakte bij de verovering van Tunesië. Vervolgens nam hij als senator voor het leven (sénateur inamovible) zitting in de Senaat.
Op 14 juli 1880 werd hij onderscheiden als grootofficier in het Legioen van Eer. Jean Farre overleed op zeventigjarige leeftijd.